# Коцаба Руслан Петрович
Руслан Петрович Коцаба (нар. 18 серпня 1966, Івано-Франківськ, УРСР) — проросійський пропагандист із України, журналіст, блогер та громадський активіст, фігурант бази «Миротворець». Учасник українофобського проросійського прапагандистського проєкту «Другая Украина», створеного колаборантом Медведчуком.
Після заклику до бойкоту нової хвилі мобілізації в Україні під час війни на Донбасі та інтерв'ю з цього приводу російським ЗМІ, був звинувачений у державній зраді і ув'язнений через перешкоджання діяльності ЗСУ. Обвинувачений Коцаба не з'явиляється до суду, оскільки перебуває у США, куди він виїхав зі статусом політичного біженця за програмою «Єднання заради України». Коцаба зміг виїхати з України на підставі того, що супроводжував свою мати, яка має інвалідність.
Також відомий своїми антисемітськими висловлюваннями.

## Життєпис
За освітою еколог (Український державний лісотехнічний університет (УкрДЛТУ), нині Національний лісотехнічний університет України), магістр державного управління.
На межі 1980-1990-х рр. член Студентського Братства. У жовтні 1990 — учасник Революції на граніті.
Очолював Івано-Франківську обласну рибінспекцію й міграційну службу.
Під час Помаранчевої революції був керівником наметового містечка. Згодом — головою Івано-Франківської обласної організації партії «Пора».
До кінця 2014 року був позаштатним кореспондентом (стрингером) телеканалу «112 Україна», до укладення річного контракту з яким понад три роки пропрацював власним кореспондентом «телеканалу ZIK» в Івано-Франківській області.
Революцію гідності називає «змовою олігархів». Заперечує російську агресію щодо України, каже, що на сході України відбувається «збройний громадянський конфлікт», російських терористів називає «повсталий Донбас», який «спробували упокорити з допомогою танків та авіаційних бомб», також називав Антитерористичну операцію незаконною. Коцаба кілька разів побував у зоні проведення АТО, після чого закликав на російському ТБ припинити «братовбивчу війну» в Україні. Він провів «антивоєнний» телеміст із так званою «громадськістю» окупованої частини Луганщини.
У 2015 році Коцаба виступав за «федералізацію» України.
Коцаба поширює фейки, що начебто в Україні процвітає неонацизм, ксенофобія. У риториці Коцаби присутні такі вислови як: «укрсучвлада», «диктатура „української гниди“».
У 2019 році Коцаба створив ГО «Український рух пацифістів», однак у 2023 був виключений з цієї організації за відмову брати участь у ненасильницькому спротиві російській агресії. 
У лютому 2021 року Коцаба став одним із «співзасновників» медведчуківського проросійського пропагандистського телеканалу «Перший незалежний».
Після призначення міністра освіти та науки Оксена Лісового заявив, що добровольцям російсько-української війни не місце серед науковців.
Коцаба назвав повернення Києво-Печерської лаври у власність держави «захопленням», зробленим, щоби «відволікти увагу українців від розпаду держави».
Переховуючись у США, Коцаба стверджує, що саме США розв'язали війну в Україні, і що пересічні американці не підтримують Україну.
У січні 2023 року Коцаба став учасником медведчуківського проросійського пропагадистського проєкту «Другая Украина», який веде свою діяльність передусім у російських соцмережах. Коцабу на ресурсах «Другая Украина» патосно називають «український Ассанж».

## Справа про державну зраду
Після того, як у середині січня 2015 року поширив звернення про відмову від мобілізації (коцаба зробив звернення під час боїв за Дебальцеве), громадський активіст Тарас Дем'янів звернувся до СБУ з заявою про скоєння кримінального злочину за статтями 111 та 336 КК України, звинувативши журналіста в державній зраді й ухиленні від мобілізації.
Наприкінці січня управління СБУ в Івано-Франківській області розпочало кримінальне провадження. Процесуальне керівництво у провадженні здійснює прокуратура Івано-Франківської області.

### Ув'язнення
Руслана Коцабу затримали 7 лютого 2015 в Івано-Франківську. 8 лютого 2015 Івано-Франківський міський суд обрав йому запобіжний захід у вигляді тримання під вартою на строк 60 днів. В ухвалі суду зазначено, що Руслан Коцаба за винагороду працював на замовлення телеканалу «НТВ» і організовував збір провокативних матеріалів про мобілізацію в Україні у присутності представника російського телеканалу
Коцабі інкримінують порушення за ч. 1 ст. 111 (Державна зрада) та ч. 1 ст. 114-1 (Перешкоджання законній діяльності Збройних Сил України та інших військових формувань) КК України. Відповідно до санкцій статей Коцабі загрожує від 5 до 15 років ув'язнення. Радник голови СБУ Маркіян Лубківський заявив, що під час затримання в Руслана Коцаби вилучено матеріали, які можуть вказувати на вчинення злочинів за інкримінованими йому статтями Кримінального кодексу.
14 лютого 2015 року Апеляційний суд Івано-Франківської області залишив у силі ухвалу слідчого судді Івано-Франківського міського суду про обрання запобіжного заходу.

### Оцінки ув'язнення
9 лютого 2015 року міжнародна організація Amnesty International закликала владу негайно звільнити Руслана Коцабу, якого вважає в'язнем сумління. Того ж дня Незалежна медіа-профспілка України (НМПУ), висловила свою стурбованість рішенням суду про утримання під вартою Коцаби. НМПУ вважає, що заклики блогера бойкотувати мобілізацію в умовах війни вписується в антиукраїнську інформаційну кампанію, і взяття під варту журналіста було правомірним за українським законодавством. Однак, це створює прецедент, коли кожного журналіста або громадського діяча за висловлювання, які суперечать офіційній позиції влади, може бути звинувачено у державній зраді.
Голова правління Українська Гельсінська спілка з прав людини Євген Захаров заявив, що дії Коцаби заслуговують на моральний осуд, він — не журналіст, а пропагандист, який відверто брехав про події в Україні, фактично займаючись дезінформацією:
|  | Так, він стверджував, що найманців, зокрема, чеченців, серед т. зв. «ополченців» немає, хоча є купа підтверджень цьому факту. |

Водночас, Коцабу можна вважати «політичним в'язнем», а арешт на 60 діб порушує право на свободу (стаття 5 Європейської Конвенції з прав людини) і є непропорційною реакцією держави. Член правління Української Гельсінської спілки з прав людини Володимир Яворський вважає, що виступи проти мобілізації не є правопорушенням в Україні — це лише висловлення власної думки.
Того ж дня уповноважена з прав людини Валерія Лутковська заявила, що вважає недопустимим у демократичному суспільстві таке обмеження свободи, як у справі Коцаби та вбачає в його арешті ознаки порушення статті 10 Європейської Конвенції з прав людини.
Водночас юрист Інституту масової інформації Роман Головенко вбачає у відеозверненні Руслана Коцаби порушення статті 114-1 Кримінального кодексу України.

### Вирок та апеляція
12 травня 2016 року рішенням Івано-Франківського міського суду був засуджений до 3,5 років позбавлення волі. Суд не побачив у діях підсудного державної зради, але кваліфікував їх за ст. 114-1 КК України (перешкоджання законним діям Збройних сил України в особливий період). Його адвокат Тетяна Монтян висловила намір оскаржити вирок.
14 липня 2016 року апеляційний суд Івано-Франківської області, розглядаючи підготовлену колаборанткою Тетяною Монтян апеляційну скаргу Руслана Коцаби, визнав його невинним за всіма пунктами звинувачення, повністю виправдав, та звільнив Коцабу з-під варти в залі суду, що було частиною суспільства оцінено негативно, прокуратура готує касаційну скаргу у справі. 1 червня 2017 року Вищий спеціалізований суд задовольнив скаргу прокуратури та скасував виправдувальне рішення стосовно журналіста Руслана Коцаби.
З квітня 2019 року справа перебуває на розгляді у Коломийському суді. Коцабу захищає адвокатка Світлана Новицька, яка є підозрюваною у держзраді, та перебуває під вартою.